# Geusseltpark
Het Geusseltpark is een stadspark en een sportpark op de grens van de wijken Wittevrouwenveld en Amby in het noordoosten van Maastricht. Het park is genoemd naar het Kasteel Geusselt, dat in het park ligt.

## Ligging
Het Geusseltpark is grotendeels gelegen in de wijk Wittevrouwenveld. Het oostelijk deel van het park ligt in Amby. Aan de noordzijde wordt het park begrensd door de Severenstraat, aan de westzijde door de autosnelweg A2, aan de zuidzijde door de Terblijterweg en aan de oostzijde door de Ambyerstraat-Zuid en de Heukelstraat. De ligging direct aan de A2 heeft een nadelige invloed op de belevingswaarde van het park. Met name in het westelijk deel van het park is de geluidsoverlast groot en laat de luchtkwaliteit te wensen over. Het park maakt deel uit van het Buitengoed Geul & Maas (voorheen Landgoederenzone Maastricht-Meerssen).

## Geschiedenis
De naam Geusselt is waarschijnlijk afgeleid van het woord goysen (= gutsen, stromen), daarmee verwijzend naar het vele water in dit van oorsprong moerassige gebied. De eerste bebouwing op deze locatie, het kasteel Geusselt, stamt waarschijnlijk uit de 14e eeuw.

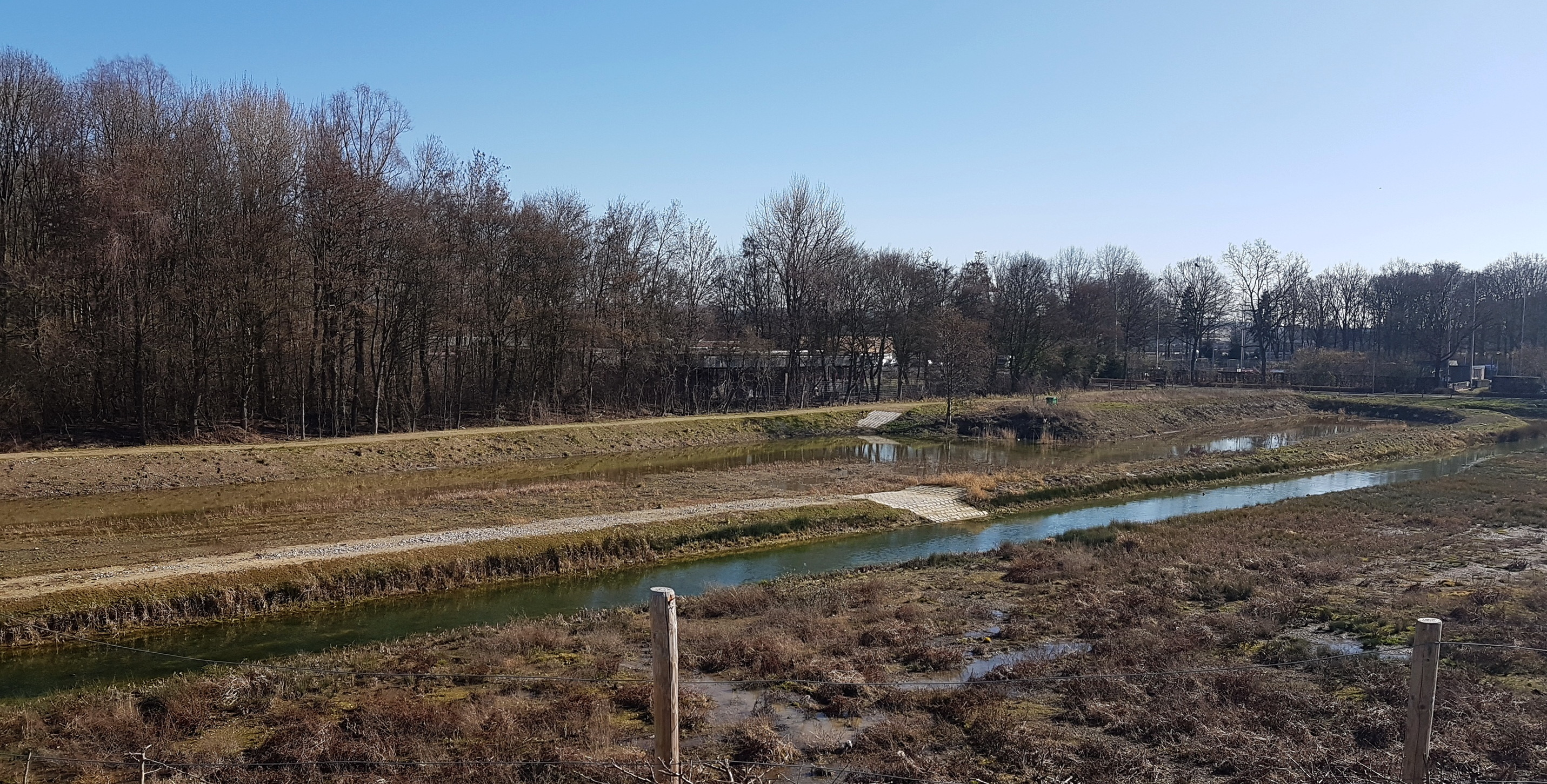
Restant wielerbaan, 2019

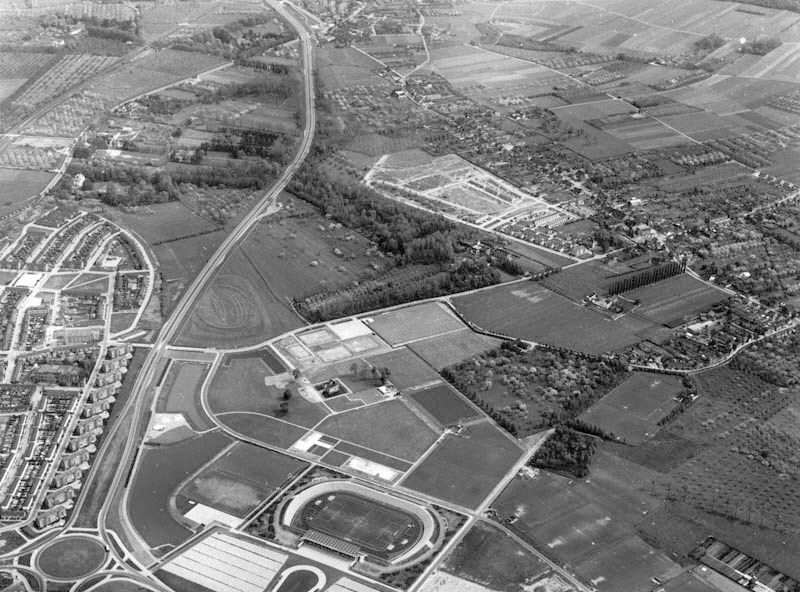
Sportpark Geusselt in 1963

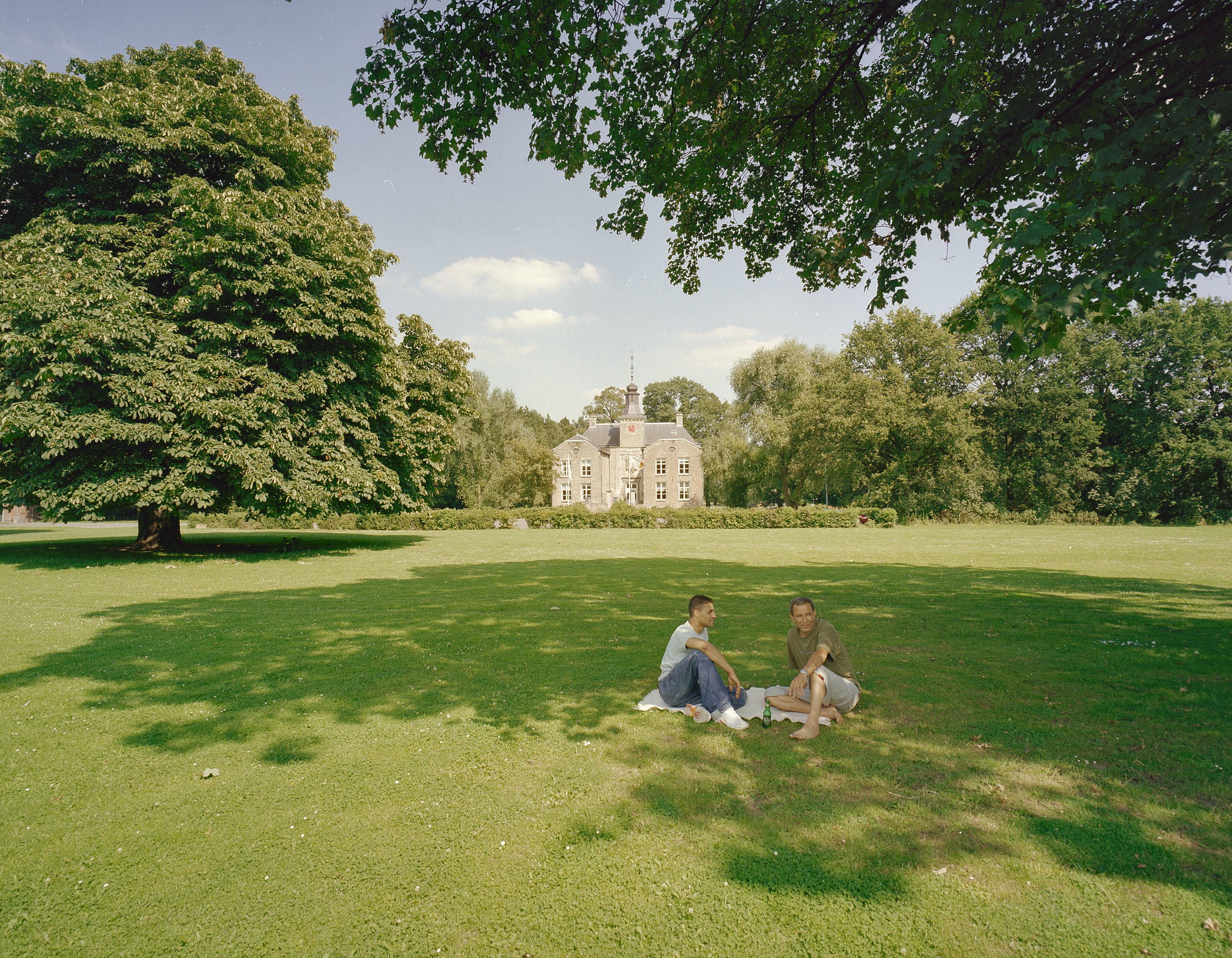
Het Geusseltpark in 2004

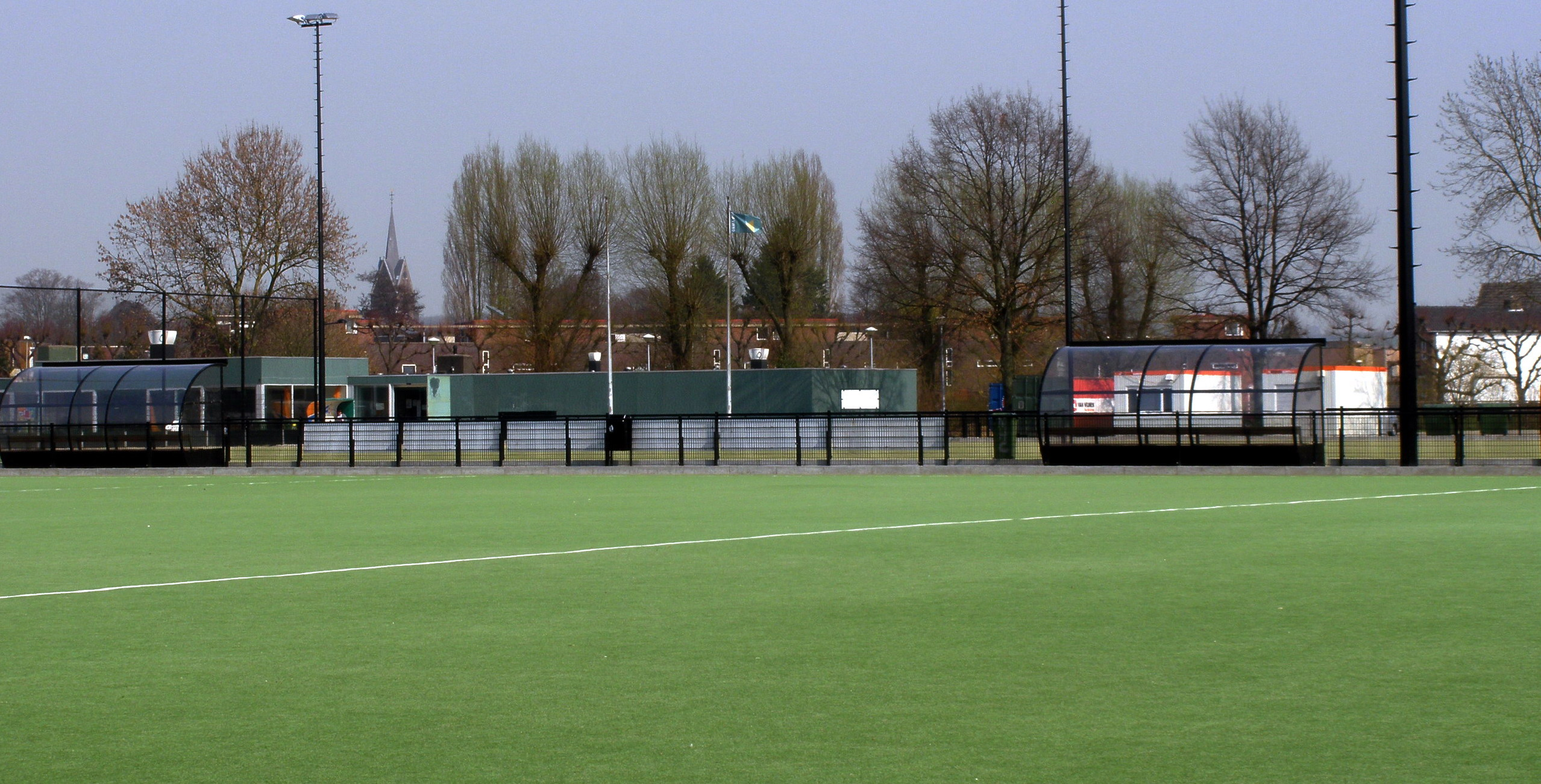
Sportpark Geusselt in 2010

In 1920 ging het Geusselterbroek, de landerijen rondom kasteel Geusselt, over van de gemeente Amby naar Maastricht. Al in 1895 was in dit gebied een wielerbaan gerealiseerd. De betonnen baan moest deels wijken voor de aanleg van de A2; het resterende deel was tot 2012 nauwelijks nog zichtbaar in het landschap. Bij de bouw van de Koning Willem-Alexandertunnel en de aanleg van de Groene Loper is dit deel gerestaureerd.
Tijdens de Tweede Wereldoorlog was door de Duitse bezetter in de buurt van de Geusseltweg een vliegveld aangelegd, in feite niet meer dan een groot, vlak gelegen weiland. Na de bevrijding van Maastricht koos het Amerikaanse 9e Leger de stad als bevoorradingsbasis. Nadat aanvankelijk het Duitse vliegveld was opgelapt, werd uiteindelijk een nieuw vliegveld aangelegd bij Ulestraten (tegenwoordig Maastricht Aachen Airport).

### Aanleg Sportpark
In 1954 besloot het gemeentebestuur van Maastricht tot aanleg van het 44 ha grote Sportpark Geusselt. In de eerste fase (1959-62) kwamen het stadion De Geusselt, voetbalvelden, een sintelbaan en atletiekaccommodaties gereed. Later werden daaraan nog toegevoegd: extra voetbalvelden (waarvan slechts één met verlichting), halfverharde velden, hockeyvelden, volleybalterreinen en tennisbanen met bijbehorende accommodaties. Voor de jeugd was er een speelweide van 5 ha met speeltoestellen. Verder was er een roei- en visvijver.

### Vernieuwing van het park
Tot circa 2000 was het Geusseltpark voornamelijk een sportpark. Alleen de noordwestrand (het gebied rondom kasteel Geusselt) en het zuidwestelijk deel (rond de Ambyervijver) functioneerden als wijkpark. Omstreeks 2010 heeft de gemeente het aantal sportvelden teruggebracht en de overgebleven velden efficiënter in het gebied ingepast. Door de draaiing van het stadion De Geusselt met een kwartslag kwam eveneens ruimte vrij. Deze ruimte is deels bebouwd met kantoren (Geusselt Business Park), woningen (Cour Renoir), scholen (United World College Maastricht) en het Geusseltbad. De overgebleven ruimte - een brede strook tussen de Terblijterweg en het kasteel - is ingericht als stadspark.
Hoewel het deel van de A2 langs het Geusseltpark niet ondertunneld is, heeft de bouw van de Koning Willem-Alexandertunnel ook hier gevolgen gehad. Zo werd een deel van de Geusseltvijver, een populaire visvijver, deels gedempt om ruimte te maken voor de noordelijke tunnelmond. De op het tunneldak gerealiseerde Groene Loper zet zich in het Geusseltpark voort in de richting van Mariënwaard en Vaeshartelt, onderdeel van de Landgoederenzone. In 2013 werd al een deel van het recreatieve fietsroutenetwerk van de Groene Loper door het park gerealiseerd; in 2018 volgde de rest. De verhuizing van een aantal sportverenigingen naar nieuwe accommodaties in het oostelijk deel van het park, maakte de aanleg mogelijk van een langgerekte parkvijver in het middendeel. Achter het gebouw Cour Renoir zijn een tweetal grondheuvels aangelegd. Ten slotte zijn er in het park hondenlosloopgebieden gerealiseerd.

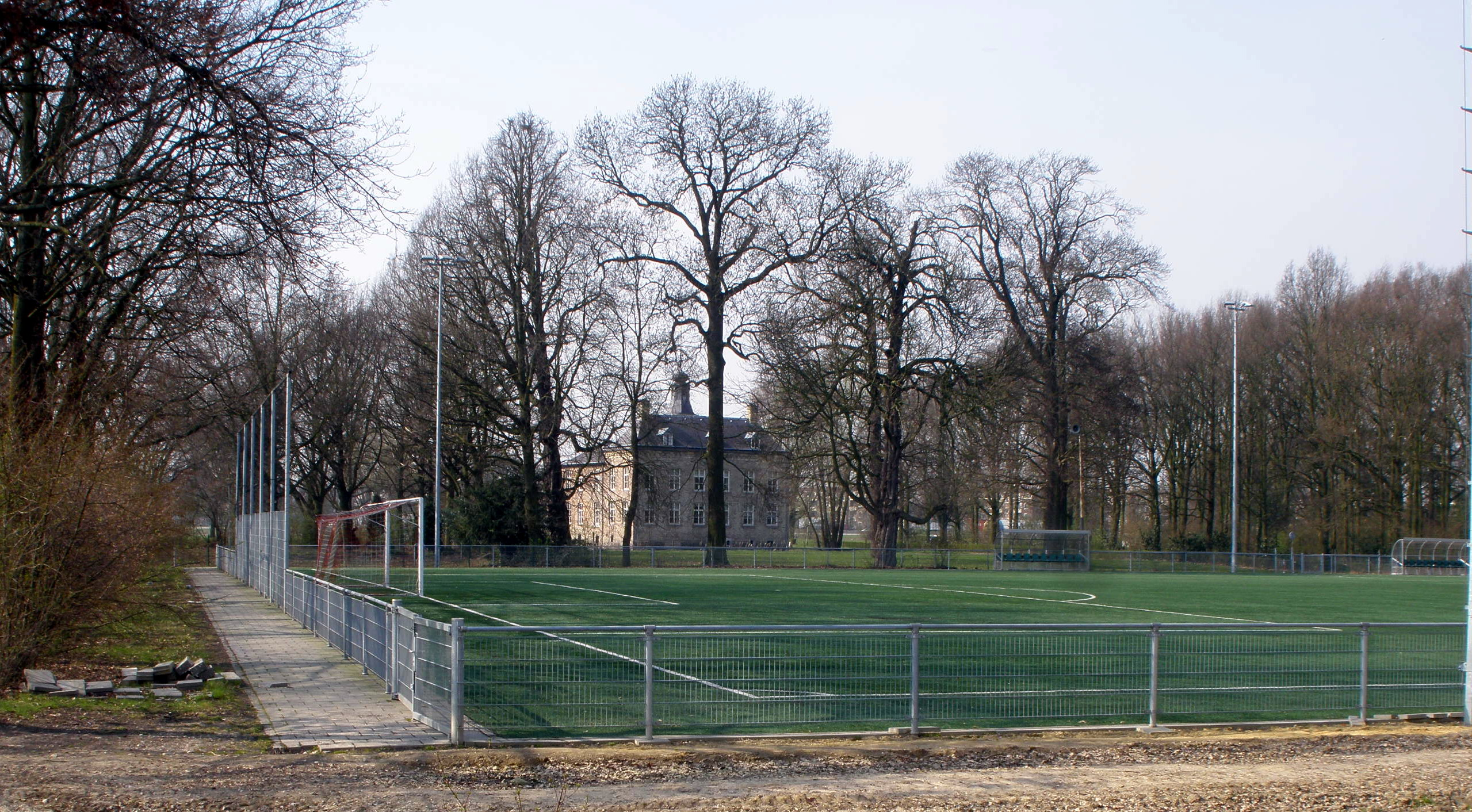
Sportvelden
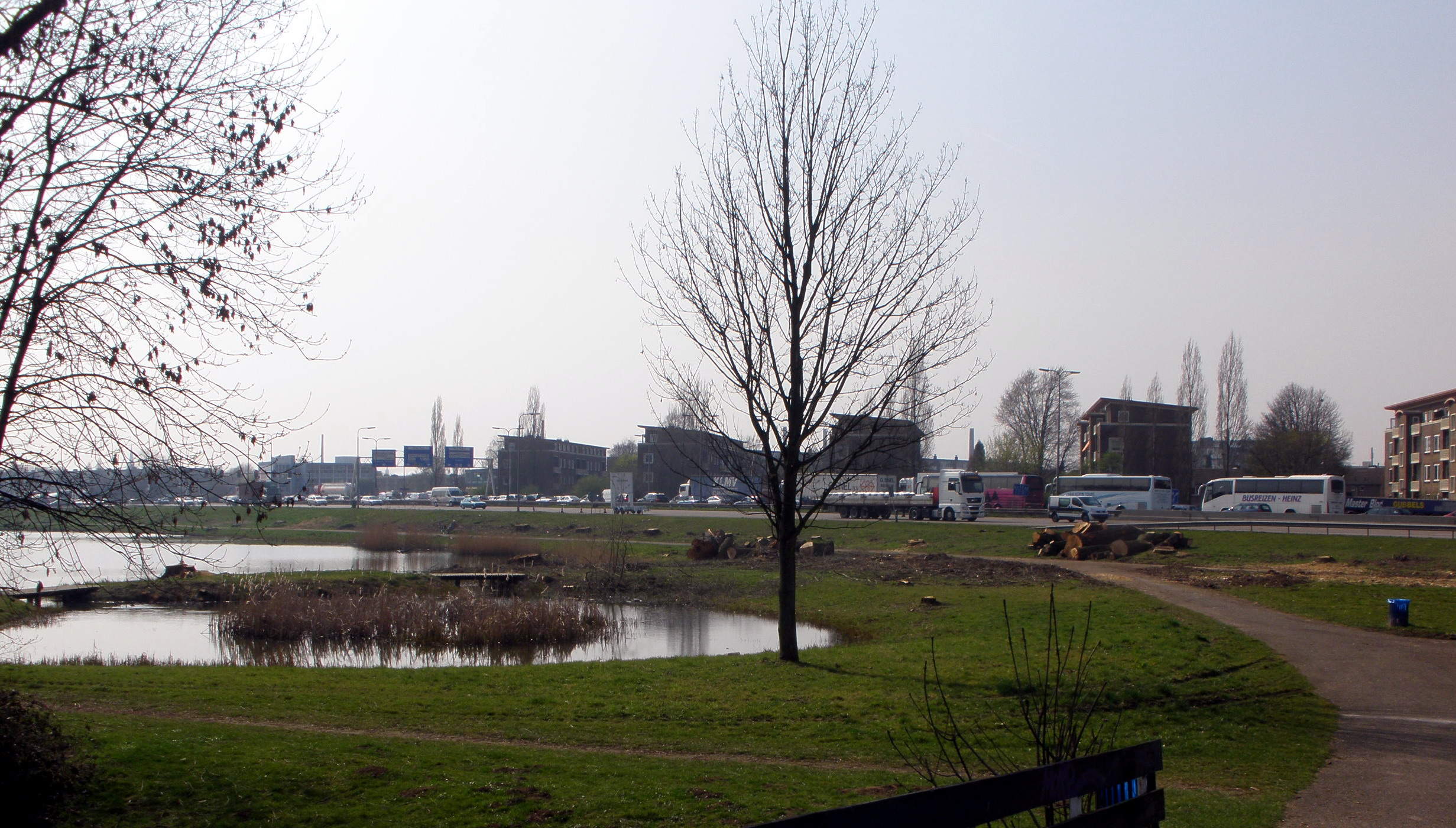
Geusseltvijver
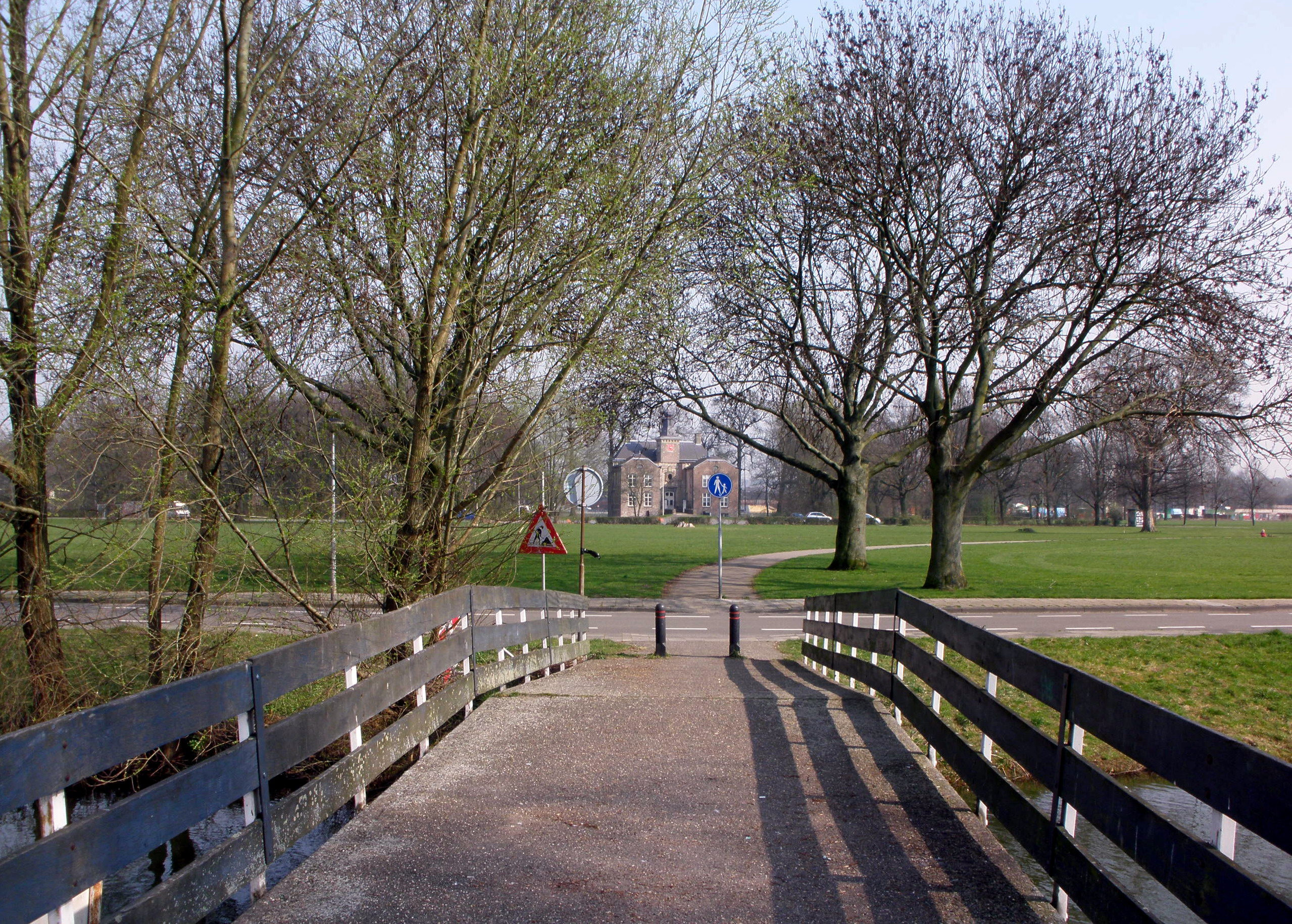
Brug Geusseltvijver
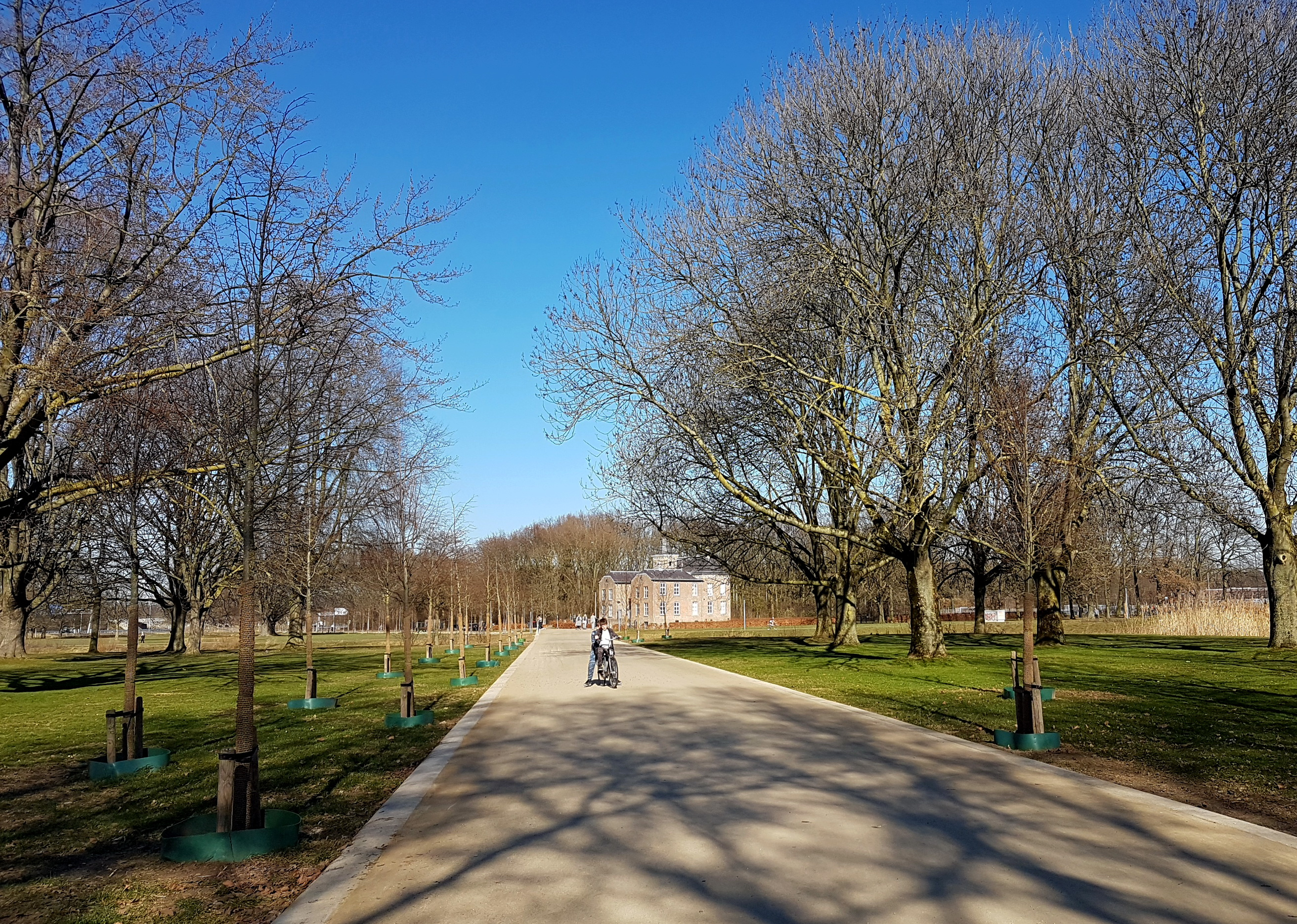
Groene Loper

## Architectuur; kunst in de openbare ruimte

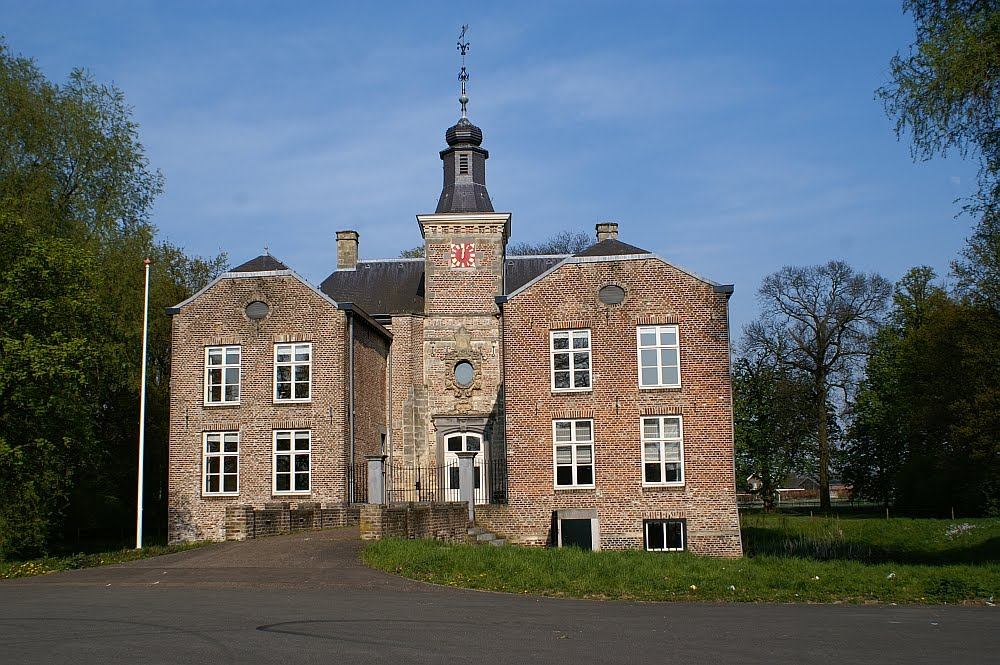
Kasteel Geusselt, 2012

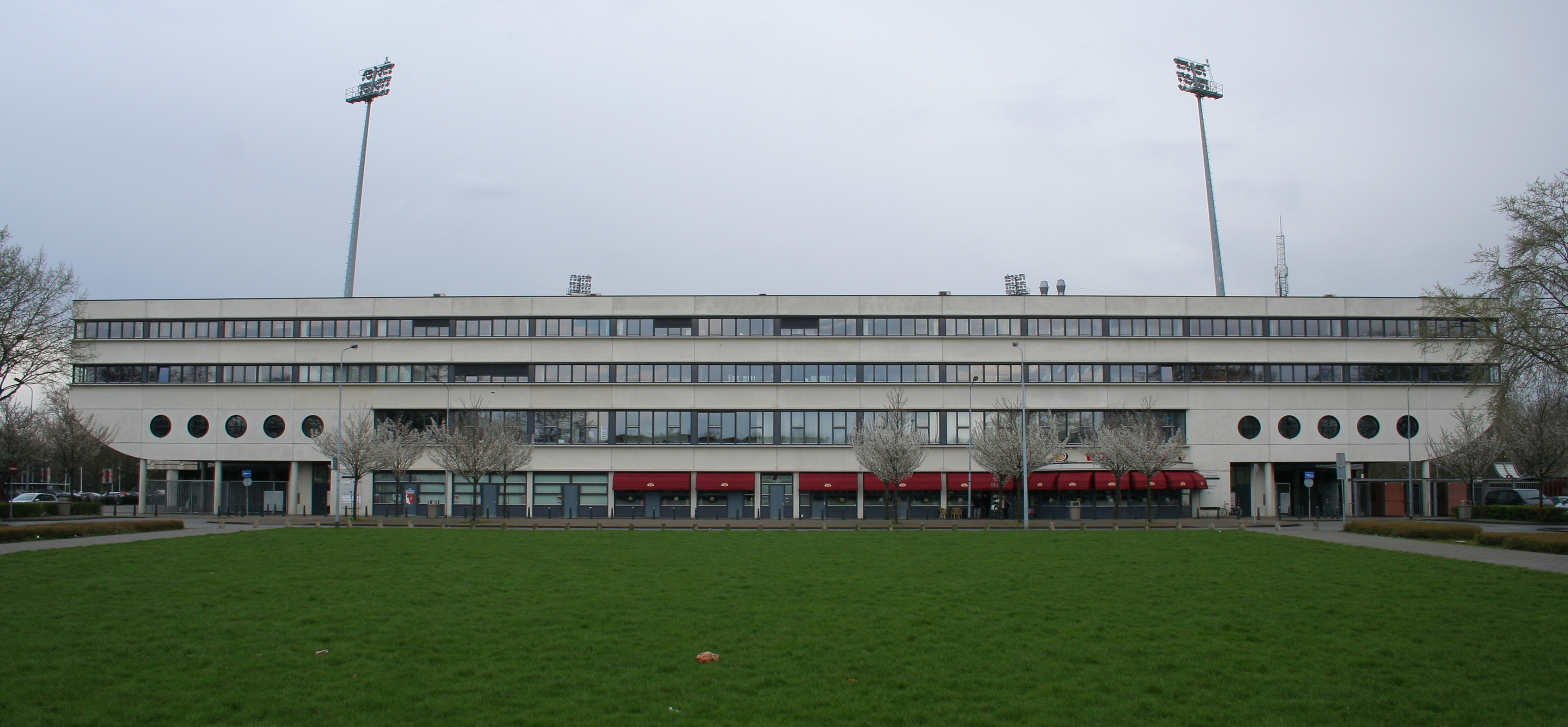
Stadion De Geusselt, 2010

Kasteel Geusselt is een klein, grotendeels 17e-eeuws kasteel met een slotgracht, waarvan de bijgebouwen verdwenen zijn.
De overdekte tribune van het Geusseltstadion, ontworpen door Frans Dingemans in 1960, had oorspronkelijk een vrijdragende, betonnen overkapping, die helaas gesloopt is. In 1987 werd het stadion ingrijpend verbouwd, waarbij het veld 90° werd gedraaid en de capaciteit aanzienlijk werd teruggebracht. Aan de zijvleugels van het stadion bevinden zich kantoren, die bij het Geusselt Business Park horen. Ook de kantoortoren Ondernemingshuis (voorheen Kamer van Koophandel) van architect Arno Meijs, het gebouw Porta Mosae en het Golden Tulip Apple Park Hotel maken deel uit van het businesspark. De MacDonald's aan de andere kant van het stadion is een ontwerp van Theo Teeken uit 1989.
Als onderdeel van de herstructurering van het park werden aan de zuidoostzijde van het stadion drie forse woongebouwen gepland. Het gebouw Cour Renoir, ontworpen door het Amsterdamse bureau BFAS, werd in 2009 opgeleverd (BFAS was tevens verantwoordelijk voor het masterplan). Door de crisis op de woningmarkt en de geringe bevolkingsaanwas in Maastricht werd de bouw van de andere twee 'scheggen' uitgesteld tot 2023. Een deel daarvan, een woontoren van elf verdiepingen, is ontworpen door hetzelfde Amsterdamse bureau, dat inmiddels Studio Vinke heet. De overige gebouwen zijn ontwerpen van de bureaus Boosten Rats, N-Architecten en UAU Collectiv. De nieuwe campus van het United World College Maastricht is gebouwd op een eilandje in de Ambyervijver aan de zuidoostrand van het park. De onderwijsgebouwen zijn ontworpen door het architectenbureau Frencken Scholl; de drie woonpaviljoens zijn van de hand van Hari Gulikers. Het in 2013 geopende Geusseltbad is een ontwerp van Koppert + Koenis en is het meest energiezuinige zwembad van Nederland.
In de Geusseltvijver bevindt zich het kunstwerk Het Paringswiel van Désirée Tonnaer uit 1997. In verband met herhaalde vernielingen werd het eind 2021 uit de vijver verwijderd. Mogelijk wordt het herplaatst op het dak van Lumière Cinema aan het Bassin. Bij het Apple Park Hotel staat een kleurrijke sculptuur van de Israëlische kunstenaar Zvika Kantor.

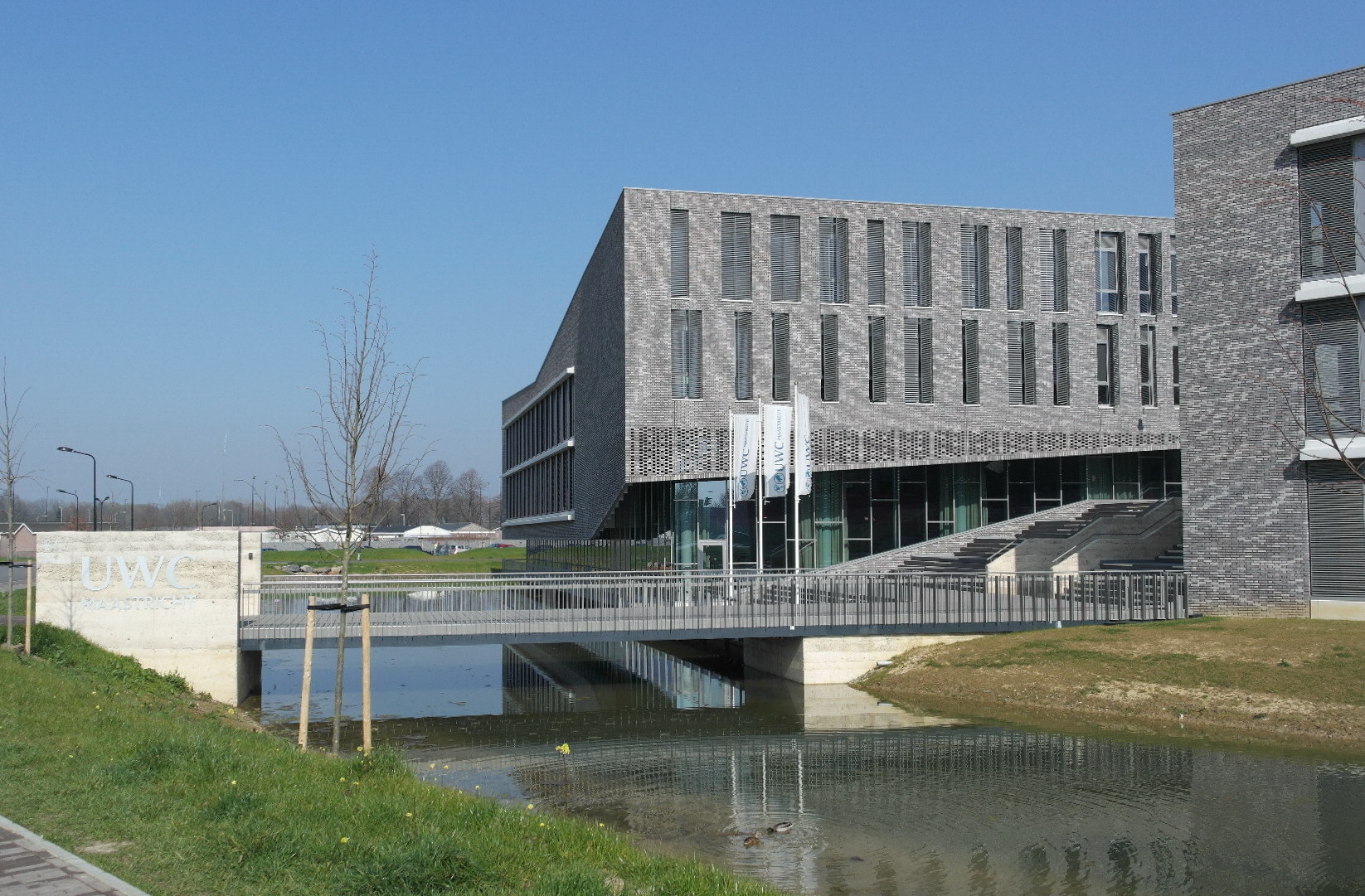
Campus United World College Maastricht
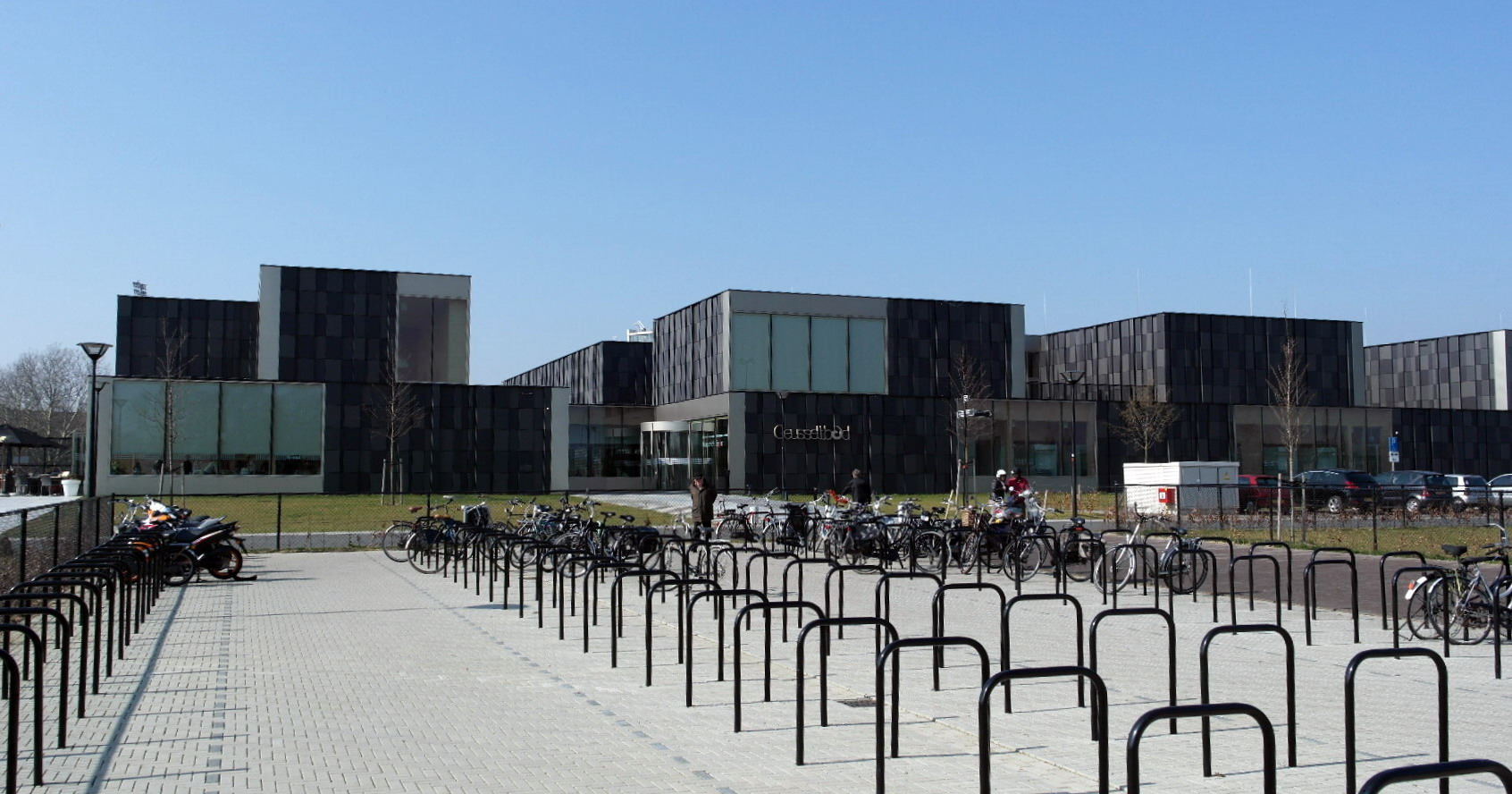
Het Geusseltbad
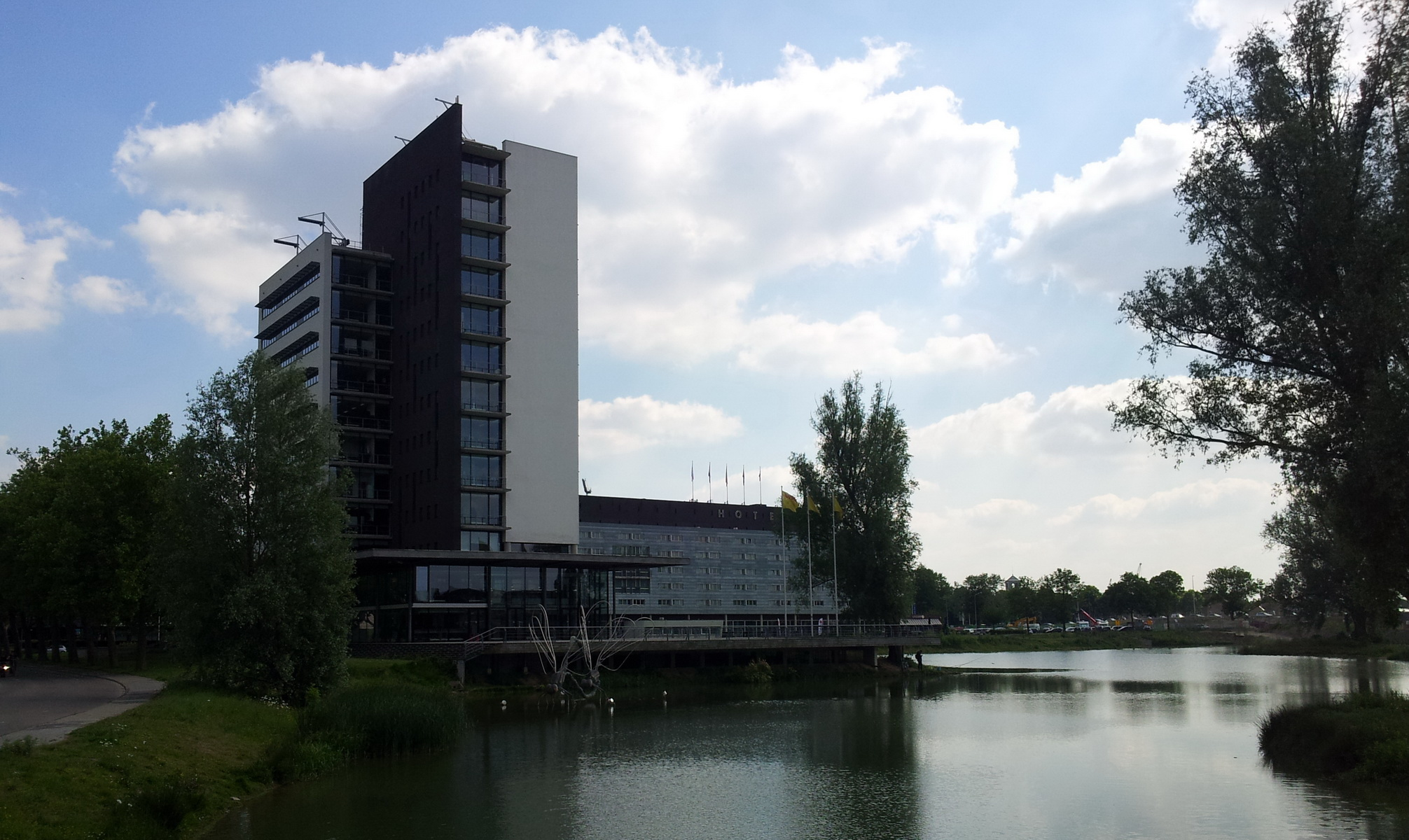
Sculptuur bij Ondernemingshuis
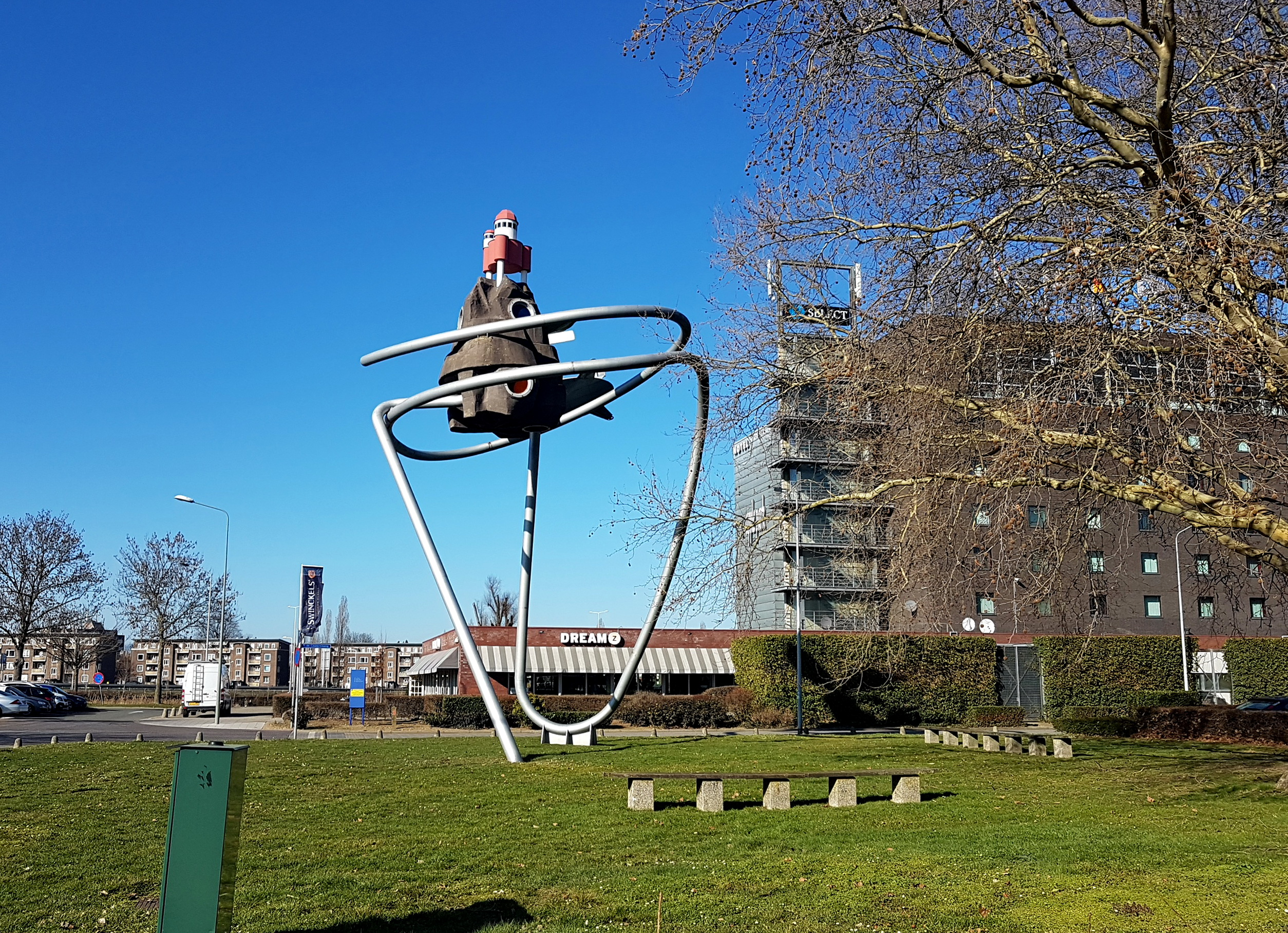
Sculptuur bij Apple Park Hotel